# Бангерт, Михаэль
Михаэль Бангерт (нем. Michael Bangert, род. 19 апреля 1959, Райнберг, Германия) — немецкий общественный деятель, богослов, священник.

## Биография
Родился в 1959 году в Райнберге, Нидеррейн (Германия). С 1979 по 1984 год изучал богословие и историю в Мюнстере и Мюнхене (Германия). В 1985—1995 годах трудился в качестве приходского духовника и учителя религии. В 1990—1994 годах — докторантура в Мюнстере. С 1991 по 1995 год учился на психотерапевта. В 1994—1997 годах преподавал в семинарии Мюнстера (основы духовности, гомилетику, литургику). С 1996 года проводил семинары для руководящих работников в сфере экономики и медицины. 1996—1999 годы — заочное образование в сфере организации производства. 1997—2002 годы — дополнительное образование в Мюнстере. 
В 2002 и 2003 году изучал старокатолическое богословие в Берне (Швейцария). В 2003 году принят в церковное служение в кантоне Берн, в том же году стал приходским священником в Базеле (Швейцария). С 2004 года — приглашённый доцент богословия в Иерусалиме; доцент департамента Христокатолического богословия.

## Профессиональные научные интересы
- Христианская мистика.
- История идей и общественных отношений на основе христианской духовности.
- Духовность как основа управления кадрами / этика и философия управления кадрами.
- Богословие образа.
- Церковные реформационные движения.
- Игнац Генрих фон Вессенберг.